# Jimmy Yobo
Pas d'image ? Cliquez ici

a Compétitions nationales et continentales officielles uniquement.

b Matchs officiels uniquement.
Dernière mise à jour le 17 février 2019.
Jimmy Yobo, né le 20 février 1992 à Grasse, est un joueur français de rugby à XV qui joue au poste de centre ou d'ailier. Il évolue au Stade français en Top 14 depuis 2017.

## Biographie

### Carrière en club
Jimmy Yobo est formé au Stade aurillacois. Il y évolue en effet depuis l’âge de 5 ans. Après s'être imposé dans les équipes de jeunes, il devient professionnel lors de la saison 2011-2012. Il dispute 20 matchs lors de sa première saison, dont la plupart en tant que titulaire ; il inscrit également 3 essais. 
Le 16 juin 2014, il est annoncé avoir signé un contrat avec le Rugby club toulonnais pour les trois prochaines saisons, afin de suppléer dans l'effectif Mathieu Bastareaud, inscrit sur la liste des internationaux protégés. 
En 2017, il rejoint le Stade français Paris. Arrivant dans une saison de transition – le Stade vient d'être racheté par H.-P. Wild – il trouve une bonne place dans l'effectif avec 24 matchs joués dont 15 titularisation alternativement à l'aile ou au centre. Néanmoins l'année suivante il n'est quasiment plus utilisé par le nouvel entraîneur Heyneke Meyer et est annoncé sur le départ en fin de saison.
En 2023, après un bref passage à Aurillac, il décide de se retirer de rugby et de reprendre ses études.

### Carrière internationale
Lors de sa formation, il est successivement sélectionné en équipe de France des moins de 18 ans puis des moins de 20 ans. Il dispute d'ailleurs en 2012, avec cette dernière, le Tournoi des Six Nations ainsi que le Championnat du monde junior disputé en Afrique du Sud.
Il devient en 2019 également international à sept, évoluant avec l'équipe de France au poste de demi d'ouverture.